# Liste der Gemarkungen in Baden-Württemberg
Die Liste der Gemarkungen in Baden-Württemberg umfasst in Teillisten die 3380 aktuellen Gemarkungen im deutschen Land Baden-Württemberg nach den Angaben des Landesamtes für Geoinformation und Landentwicklung.
302 der Gemarkungen in Baden-Württemberg werden weiter untergliedert in jeweils zwei bis 16 bzw. insgesamt 1010 Fluren, die sowohl nummeriert als auch namentlich bezeichnet sind. Die Gemarkung Murrhardt im Rems-Murr-Kreis wird in 16 Fluren untergliedert, mehr als jede andere Gemarkung in Baden-Württemberg.

## Gemarkungen in Baden-Württemberg
Wegen der großen Anzahl von Gemarkungen in Baden-Württemberg ist diese Liste in Teillisten für die 35 Land- und 9 Stadtkreise aufgeteilt. In der folgenden, nach Regierungsbezirken sortierten Liste sind zunächst die Stadtkreise aufgeführt, gefolgt von den Landkreisen:

### Regierungsbezirk Freiburg

#### Stadtkreis
- Liste der Gemarkungen in Freiburg im Breisgau

#### Landkreise
- Liste der Gemarkungen im Landkreis Breisgau-Hochschwarzwald
- Liste der Gemarkungen im Landkreis Emmendingen
- Liste der Gemarkungen im Landkreis Konstanz
- Liste der Gemarkungen im Landkreis Lörrach
- Liste der Gemarkungen im Ortenaukreis
- Liste der Gemarkungen im Landkreis Rottweil
- Liste der Gemarkungen im Schwarzwald-Baar-Kreis
- Liste der Gemarkungen im Landkreis Tuttlingen
- Liste der Gemarkungen im Landkreis Waldshut

### Regierungsbezirk Karlsruhe

#### Stadtkreise
- Liste der Gemarkungen in Baden-Baden
- Liste der Gemarkungen in Heidelberg
- Liste der Gemarkungen in Karlsruhe
- Liste der Gemarkungen in Mannheim
- Liste der Gemarkungen in Pforzheim

#### Landkreise
- Liste der Gemarkungen im Landkreis Calw
- Liste der Gemarkungen im Enzkreis
- Liste der Gemarkungen im Landkreis Freudenstadt
- Liste der Gemarkungen im Landkreis Karlsruhe
- Liste der Gemarkungen im Neckar-Odenwald-Kreis
- Liste der Gemarkungen im Landkreis Rastatt
- Liste der Gemarkungen im Rhein-Neckar-Kreis

### Regierungsbezirk Stuttgart

#### Stadtkreise
- Liste der Gemarkungen in Stuttgart
- Liste der Gemarkungen in Heilbronn

#### Landkreise
- Liste der Gemarkungen im Landkreis Böblingen
- Liste der Gemarkungen im Landkreis Esslingen
- Liste der Gemarkungen im Landkreis Göppingen
- Liste der Gemarkungen im Landkreis Heidenheim
- Liste der Gemarkungen im Landkreis Heilbronn
- Liste der Gemarkungen im Hohenlohekreis
- Liste der Gemarkungen im Landkreis Ludwigsburg
- Liste der Gemarkungen im Main-Tauber-Kreis
- Liste der Gemarkungen im Ostalbkreis
- Liste der Gemarkungen im Rems-Murr-Kreis
- Liste der Gemarkungen im Landkreis Schwäbisch Hall

### Regierungsbezirk Tübingen

#### Stadtkreis
- Liste der Gemarkungen in Ulm

#### Landkreise
- Liste der Gemarkungen im Alb-Donau-Kreis
- Liste der Gemarkungen im Landkreis Biberach
- Liste der Gemarkungen im Bodenseekreis
- Liste der Gemarkungen im Landkreis Ravensburg
- Liste der Gemarkungen im Landkreis Reutlingen
- Liste der Gemarkungen im Landkreis Sigmaringen
- Liste der Gemarkungen im Landkreis Tübingen
- Liste der Gemarkungen im Zollernalbkreis

## Tabellarische Übersicht
| AGS   | Land- oder Stadtkreis (SK) | Anzahl der Gemarkungen |
| ----- | -------------------------- | ---------------------- |
| 08111 | Stuttgart, SK              | 0023                   |
| 08115 | Böblingen                  | 0054                   |
| 08116 | Esslingen                  | 0077                   |
| 08117 | Göppingen                  | 0065                   |
| 08118 | Ludwigsburg                | 0078                   |
| 08119 | Rems-Murr-Kreis            | 0099                   |
| 08121 | Heilbronn, SK              | 0006                   |
| 08125 | Heilbronn                  | 0118                   |
| 08126 | Hohenlohekreis             | 0099                   |
| 08127 | Schwäbisch Hall            | 0109                   |
| 08128 | Main-Tauber-Kreis          | 0140                   |
| 08135 | Heidenheim                 | 0037                   |
| 08136 | Ostalbkreis                | 0099                   |
| 08211 | Baden-Baden, SK            | 0010                   |
| 08212 | Karlsruhe, SK              | 0003                   |
| 08215 | Karlsruhe                  | 0098                   |
| 08216 | Rastatt                    | 0065                   |
| 08221 | Heidelberg, SK             | 0001                   |
| 08222 | Mannheim, SK               | 0001                   |
| 08225 | Neckar-Odenwald-Kreis      | 0119                   |
| 08226 | Rhein-Neckar-Kreis         | 0106                   |
| 08231 | Pforzheim, SK              | 0006                   |
| 08235 | Calw                       | 0093                   |
| 08236 | Enzkreis                   | 0066                   |
| 08237 | Freudenstadt               | 0078                   |
| 08311 | Freiburg im Breisgau, SK   | 0009                   |
| 08315 | Breisgau-Hochschwarzwald   | 0133                   |
| 08316 | Emmendingen                | 0060                   |
| 08317 | Ortenaukreis               | 0161                   |
| 08325 | Rottweil                   | 0070                   |
| 08326 | Schwarzwald-Baar-Kreis     | 0084                   |
| 08327 | Tuttlingen                 | 0055                   |
| 08335 | Konstanz                   | 0101                   |
| 08336 | Lörrach                    | 0105                   |
| 08337 | Waldshut                   | 0141                   |
| 08415 | Reutlingen                 | 0096                   |
| 08416 | Tübingen                   | 0060                   |
| 08417 | Zollernalbkreis            | 0091                   |
| 08421 | Ulm, SK                    | 0010                   |
| 08425 | Alb-Donau-Kreis            | 0134                   |
| 08426 | Biberach                   | 0132                   |
| 08435 | Bodenseekreis              | 0066                   |
| 08436 | Ravensburg                 | 0095                   |
| 08437 | Sigmaringen                | 0127                   |
| 08    | Land Baden-Württemberg     | 3380                   |

## Besonderheiten
Nicht in der Liste der Gemarkungen im Landkreis Konstanz enthalten ist das Tägermoos, das einen Sonderfall darstellt. Obwohl Schweizer Gebiet, ist es eine Gemarkung der Stadt Konstanz und wird unter der Gemarkungsnummer 9999 geführt.